# Línea 63 (EMT Valencia)
La línea 63 Campus de Burjassot-Estación del Norte  de la EMT de Valencia es una línea de autobús que une el centro de Valencia desde la Estación del Norte hasta el Campus Universitario de Burjassot. Esta línea solo funciona en días laborables universitarios del campus.

## Recorrido
Dirección Campus de Burjassot
Estación del Norte (Calle Bailén), Jesús, Fernando el Católico, Pío XII, Corts Valencianes, Avenida Vicent Andrés Estellés (Burjassot).
Dirección Estación del Norte
Avenida Vicent Andrés Estellés (Burjassot), Corts Valencianes, Pío XII, Fernando el Católico, Ramón y Cajal, Estación del Norte (Calle Bailén).

## Historia
Surgió en 1984 para dar servicio entonces al Nuevo Campus de Burjassot pero su recorrido empezaba en el cruce de Pío XII con la Avenida Campanar. Antes había un servicio de CVT que cubría el trayecto. En 1992 se amplió hasta el centro de la ciudad, concretamente en la calle Xàtiva, frente a la Estación del Norte para mejorar las conexiones con el Metro,la RENFE y más líneas de la EMT. Además la frecuencia se redujo considerablemente en horas punta. Para acceder al centro hasta 2005 accedía por Ramón y Cajal y Bailén pero debido a las obras de la estación de metro de Bailén desvió su recorrido por la calle Matemático Marzal, salvo en días de mercado que lo hacía por la Calle Bailén. El 1 de septiembre de 2010 vuelve a cambiar el itinerario dirección a la Estación del Norte por San Vicente, Calle San Pablo y regulando en la Calle Xàtiva. A partir del 5 de septiembre de 2011 elimina paradas intermedias para hacer un recorrido más directo entre cabeceras. El 4 de septiembre de 2014 cambia a la denominación actual.

## Otros datos
| Líneas de autobuses que prestan servicio en Valencia |               |                  |
| Línea anterior:                                      | Línea actual: | Línea siguiente: |
| 62 Línea 62                                          | 63 Línea 63   | 64 Línea 64      |